# Апуярес
Апуярес (порт. Apuiarés) — муниципалитет в Бразилии, входит в штат Сеара. Составная часть мезорегиона Север штата Сеара. Входит в экономико-статистический микрорегион Медиу-Куру. Население составляет 14 775 человек на 2006 год. Занимает площадь 565,1 км². Плотность населения — 27,1 чел./км².

## История
Город основан в 1957 году.

## Статистика
- Валовой внутренний продукт на 2003 составляет 20 877 512,00 реалов (данные: Бразильский институт географии и статистики).
- Валовой внутренний продукт на душу населения на 2003 составляет 1518,37 реалов (данные: Бразильский институт географии и статистики).
- Индекс развития человеческого потенциала на 2000 составляет 0,622 (данные: Программа развития ООН).